# Buritirama
Buritirama là một đô thị thuộc bang Bahia, Brasil. Đô thị này có diện tích 3797,871 km², dân số năm 2007 là 18626 người, mật độ 4,9 người/km².